# Сулейман (имя)
Сулейма́н (араб. سليمان‎) — арабское имя еврейского происхождения. Происходит от еврейского имени Соломон в значении «мирный, защищённый». Первоначально носил это имя сын Давуда пророк Сулейман

## Известные носители
- Сулейман — исламский пророк сын Давуда.
- Сулейман I — десятый султан Османской империи.
- Сулейман II — двадцатый султан Османской империи.
- Сулейман Стальский — лезгинский поэт.
- Керимов, Сулейман Абусаидович — российский предприниматель.
- Сулейман Сане — сенегальский футболист.
- Сулейман Рустам — азербайджанский и советский поэт.
- Сулейман Сани Ахундов — азербайджанский писатель.
- Сулейман Дьявара — сенегальский футболист.
- Сулейман Азадович Везиров — советский государственный деятель.
- Рабаданов, Сулейман Рабаданович — даргинский писатель.
- Сулейман ибн Абдул-Малик — сын Абд аль-Малика.
- Сулейман Камара — сенегальский футболист.
- Сулейман Рагимов- азербайджанский писатель.
- Геремеев, Сулейман Садулаевич — российский государственный деятель.
- Сулейман Кабалан Франжье — являлся потомком одного из важнейших маронитских родов из Згарты.

## Фамилии
- Сулейманов